# Skinny Puppy
Skinny Puppy byla kanadská elektro-industriální kapela založená ve Vancouveru v roce 1982. Skupina patřila mezi zakladatele žánrů industriálního rocku a elektro-industriálu.

## Historie
Kapela vznikla ve Vancouveru v roce 1982. Skupina byla původně koncipována jako vedlejší projekt Kevina Cromptona (cEvin Key), který v té době působil v new wave kapele Images in Vogue, ale po příchodu zpěváka Kevina Ogilvieho (Nivek Ogre) se Skinny Puppy stala jeho hlavním projektem.
Během 13 studiových alb a mnoha koncertních turné byli Key a Ogre jedinými stálými členy. Mezi další členy patřili Dwayne Goettel (1986–1995, zemřel v roce 1995), Dave „Rave“ Ogilvie (dlouholetý spolupracovník a producent v letech 1984 až 1996 a oficiální člen v letech 1987 až 1988), Bill Leeb (1984–1986, pod pseudonymem Wilhelm Schroeder), Mark Walk (2003–2023) a řada hostů, včetně Al Jourgensena (1989), Dannyho Careyho (2004) a mnoho dalších.

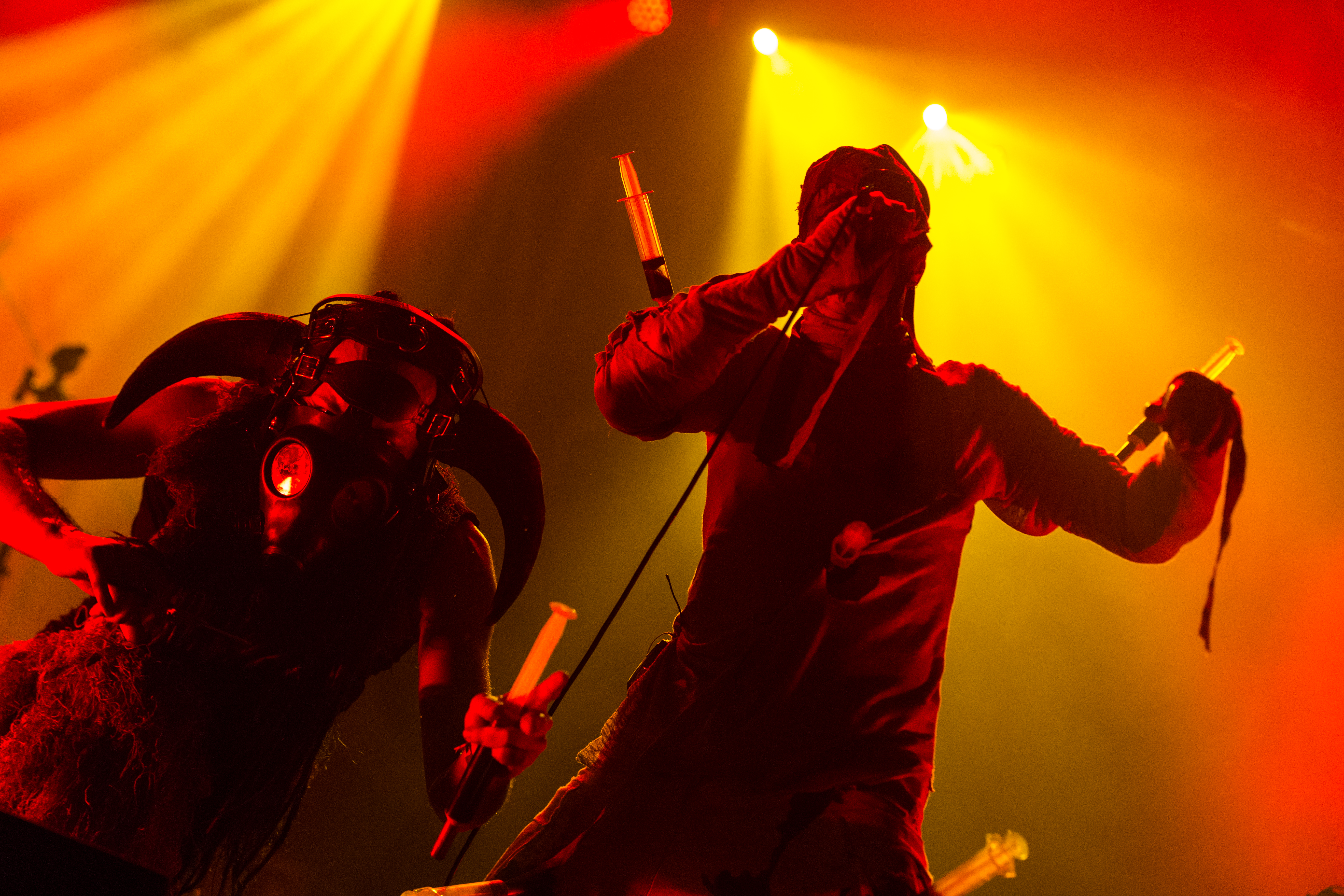
Skupina během vystoupení v roce 2017.

Po vydání prvního kazetového dema v roce 1984 se Skinny Puppy brzy upsali vancouverskému labelu Nettwerk. Od svého debutového EP Remission z roku 1984 až po album Last Rights z roku 1992 skupina Skinny Puppy spojovala prvky industriálu, funku, noisu, nové vlny, elektroniky a rockové hudby a inovativně využívala samplování. Během několika turné po Severní Americe a Evropě v tomto období prosluli teatrálními živými vystoupeními a videoklipy s hororovou tematikou, v nichž upozorňovali na problémy, jako jsou chemické zbraně a testování na zvířatech.
V roce 1993 Skinny Puppy opustili Nettwerk a dlouholetého producenta Ravea, podepsali smlouvu s American Recordings a přestěhovali se do Malibu v Kalifornii, kde problémy s drogami a napětí mezi členy kapely zkomplikovaly nahrávání jejich dalšího alba The Process (1996).
Nivek Ogre odešel ze skupiny v červnu 1995. Dwayne Goettel zemřel o dva měsíce později na předávkování heroinem. Key a Ogre, kteří již působili v řadě dalších projektů, se vydali každý svou cestou a v roce 2000 se znovu sešli na jednorázovém koncertu Skinny Puppy na festivalu Doomsday v německých Drážďanech. V roce 2003 reformovali Skinny Puppy s producentem Markem Walkem a vydali své deváté album The Greater Wrong of the Right (2004), po němž následovala alba Mythmaker (2007) a HanDover (2011). V roce 2013 vydali album Weapon, které bylo inspirováno obviněním, že jejich hudba byla použita k mučení ve vězeňském táboře Guantánamo.
V únoru 2023 oznámili své poslední hudební turné, které skončilo 5. prosince téhož roku.

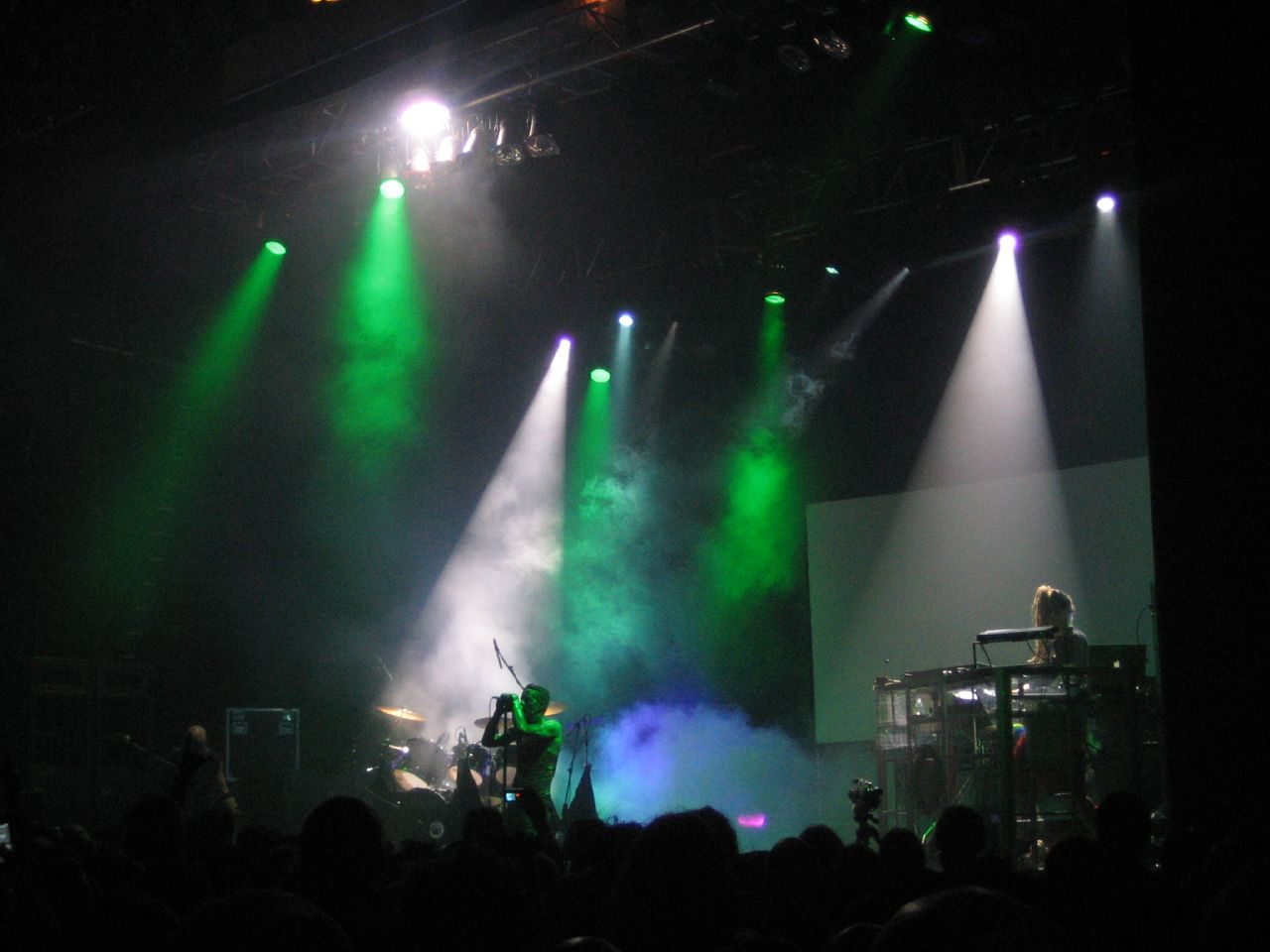
Vystoupení kapely v roce 2005.

## Členové

#### Poslední sestava
- Nivek Ogre – zpěv, klávesy (1982–1996, 2003–2023)
- cEvin Key – kytary, bicí, basová kytara, syntezátor (1982–1996, 2003–2023)
- Mark Walk – klávesy, syntezátor, kytary, basová kytara, bicí (2003–2023)

#### Bývalí členové
- Bill Leeb (Wilhelm Schroeder) – basový syntezátor, doprovodné vokály (1984–1986)
- Dwayne Goettel – klávesy, syntezátor, kytary, basová kytara (1986–1995, zemřel v roce 1995)
- Dave Ogilvie – programování, kytary, produkce (1987–1988)

#### Členové při turné
- Justin Bennett – bicí (2004–2023)
- William Morrison – kytary (2004–2005)
- Matthew Setzer – kytary (2015–2023)

## Diskografie
- Remission (1984)
- Bites (1985)
- Mind: The Perpetual Intercourse (1986)
- Cleanse Fold and Manipulate (1987)
- VIVIsectVI (1988)
- Rabies (1989)
- Too Dark Park (1990)
- Last Rights (1992)
- The Process (1996)
- The Greater Wrong of the Right (2004)
- Mythmaker (2007)
- hanDover (2011)
- Weapon (2013)